# Как вращается мир
«Как вращается мир» (англ. As the World Turns) — американская телевизионная мыльная опера, выходившая ежедневно по будням на канале CBS. Действие разворачивается в вымышленном городке Окдейл, штат Иллинойс. Сериал впервые появился на экранах 2 апреля 1956 года и первоначально имел хронометраж 30 минут, что было новшеством, поскольку до этого телевизионные сериалы выходили сериями по 15 минут.
Сначала зрителей не увлекла идея получасовых эпизодов, и рейтинги оставляли желать лучшего, но к 1958 году положение улучшилось, и в 1959 году шоу оказалось на вершине успеха. Как вращается мир был самым популярным дневным сериалом в Америке с 1958 по 1978 годы.
С 13 февраля 1967 года шоу перестали пускать в эфир «вживую», а стали записывать серии на плёнку, а 21 августа того же года впервые вышли цветные эпизоды сериала. 1 декабря 1975 года серия стала длиннее в два раза и доросла до полного часа.
После того, как 18 сентября 2009 года была показана финальная серия Направляющего света, Как вращается мир стал самым длинным телесериалом на телевидении, выходившим в эфир, и оставался таким до своего закрытия.
Сериал примечателен тем, что за всю свою историю ни разу не менял города, в котором производился. Площадки переезжали лишь из одного района Нью-Йорка в другой: первые 43 года съёмки велись в Манхэттене, а с 1999 года в Бруклине.
Как вращается мир четырежды становился победителем престижной телевизионной премии «Дневная Эмми» в номинации лучший телесериал (в 1987, 1991, 2001, и 2003 годах).
Сериал прекратил выходить в эфир 17 сентября 2010 года.

## Концепция
Неспешное течение психологических исканий и бытовых проблем главных семейств, возглавляемых профессионалами (докторами, юристами, полицейскими и и. д.) характеризовало центральный сюжет Пока вращается мир и в конце пятидесятых, и в наше время. С годами этот подход стал «золотым стандартом» для всех мыльных опер. Тогда как 15-минутные сериалы чаще всего концентрировали внимание на центральном персонаже, получасовой формат позволил создателям представить истории целого ряда героев в рамках семейной саги.
Инновацией было введение некого подобия Греческого хора, когда основные драматические эпизоды из жизни горожан комментируются героями «за кадром».
Стиль повествования — медленный, многословный, эмоционально напряжённый, не менялся годами. Введение каждого нового персонажа было тщательно подготовлено и обосновано, и, чаще всего, новичок оказывался тем или иным способом связан с одной из центральных семей. Шоу заработало репутацию довольно консервативного сериала (несмотря на это, в Пока вращается мир появился персонаж-гей). Долгое время создатели сериала не решались говорить о социально-значимых проблемах, и любое аморальное поведение вело к покаранию, пока, наконец, в конце 1980-х для одной из главных героинь не была создана сюжетная линия с прерыванием беременности.

## Хелен Вагнер
Хелен Вагнер вместе с Майком Уоллесом занимают второе место в списке старейших актёров на телевидении. Оба родились в 1918 году и уступают пальму первенства актрисе Фрэнсис Рейд (1914—2010) из сериала «Дни нашей жизни».
Хелен Вагнер также сохраняет за собой право называться актрисой, представляющей одного и того же персонажа на телевидении дольше всех в истории. Она играла роль Нэнси Хьюз с самого первого дня, 2 апреля 1956 года, когда шоу вышло в эфир. Но её «марафон» не был непрерывным: первый раз она оставляла роль спустя 6 месяцев после начала съёмок из-за разногласий с создательницей сериала Ирной Филипс и второй раз в 1981 году, когда почувствовала, что сценаристы не уделяют достаточно внимания «ветеранам» экрана. Она вернулась в 1985 году. На момент начала сериала актрисе было 37 лет.
Хелен занесена в Книгу рекордов Гиннесса за самое долгое исполнение одной актрисой роли на телевидении.
Хелен Вагнер скончалась 1 мая 2010 года на 92-м году жизни.

## Кроссоверы
Между Пока вращается мир и сериалом с того же канала Молодые и дерзкие было несколько кроссоверов:
- 2005

Пока вращается мир: По запросу окружного прокурора Окдейла Джессики Гриффин, Майкл Болдуин прибыл в город, чтобы представлять Джека Снайдера в слушании по опеке над Джей-Джеем. (4-5 апреля 2005).
- 2007

Молодые и дерзкие: Эмбер Мур звонит своей подруге Элисон Стюарт, чтобы та помогла ей провернуть аферу, убедившую Кейна Эшби, что они с Эмбер женаты. После того, как Эмбер опоила Кейна, Элисон переоделась в жениха на свадебной церемонии (22 февраля 2007).
- 2007

Молодые и Дерзкие: Эмили Стюарт едет из Окдейла в Генуя-сити в поисках информации о своей сестре Элисон. Эмили встречается с Эмбер Мур, которая отрицает, что владеет какой-либо информацией об Элисон, но как только Эмили уезжает, звонит Элисон.